# Eat to the Beat
Eat to the Beat är ett musikalbum av Blondie släppt i oktober 1979 på Chrysalis Records. Albumet blev en framgång i Storbritannien där det debuterade på albumlistans förstaplats, och där singlarna "Atomic" och "Dreaming" blev stora hits. I Europa släpptes "Union City Blue" som singel, medan man i USA släppte "The Hardest Part" som singel. Även låten "Slow Motion" var påtänkt att släppas som singel, men detta blev inte av efter att "Call Me" oväntat blev en stor singelhit 1980. Skivan blev inte en lika stor framgång i USA. Albumet brukar räknas som något svagare än sin föregångare, Parallel Lines.
En musikvideo spelades in till alla albumets låtar, och hela albumet släpptes på VHS 1980. År 2001 släpptes en nymixad version av albumet där fyra liveinspelningar ingick som bonusspår.

## Låtar på albumet
(upphovsman inom parentes)
1. "Dreaming" (Harry/Stein) - 3:08
2. "The Hardest Part" (Harry/Stein) - 3:42
3. "Union City Blue" (Harrison/Harry) - 3:22
4. "Shayla" (Stein) - 3:57
5. "Eat to the Beat" (Harrison/Harry) - 2:40
6. "Accidents Never Happen" (Destri) - 4:14
7. "Die Young Stay Pretty" (Harry/Stein) - 3:33
8. "Slow Motion" (Davis/Destri) - 3:27
9. "Atomic" (Destri/Harry) - 4:39
10. "Sound-A-Sleep" (Harry/Stein) - 4:17
11. "Victor" (Harry/Infante) - 3:18
12. "Living in the Real World" (Destri) - 2:43

## Listplaceringar
| Lista (1979-1980) | Position            |
| ----------------- | ------------------- |
| Finland           | 3                   |
| Frankrike         | 17                  |
| Kanada            | 6 (RPM)             |
| Nederländerna     | 16                  |
| Norge             | 6 (VG-lista)        |
| Nya Zeeland       | 3                   |
| Storbritannien    | 1 (UK Albums Chart) |
| Sverige           | 2 (Topplistan)      |
| USA               | 17 (Billboard 200)  |
| Västtyskland      | 23                  |
| Österrike         | 19                  |